# Luisa Roldán
Luisa Roldán (Sevilla, 8 september 1652 - Madrid, 10 januari 1706), gekend als La Roldana, was een Spaanse beeldhouwer van de barok. Ze is gekend voor haar polychroom beeldhouwwerk van hoge stijlzuiverheid. Topstukken van haar hand worden beschouwd als representatief voor de Sevillaanse barok.
In 2011 werd de Sevillaanse dolorosa genaamd Virgen de la Regla, gebeeldhouwd door Roldáns, uitgekozen om deel te nemen aan de Wereldjongerendagen in Madrid, waar ze  werd vereerd door paus Benedictus XVI.

## Galerij

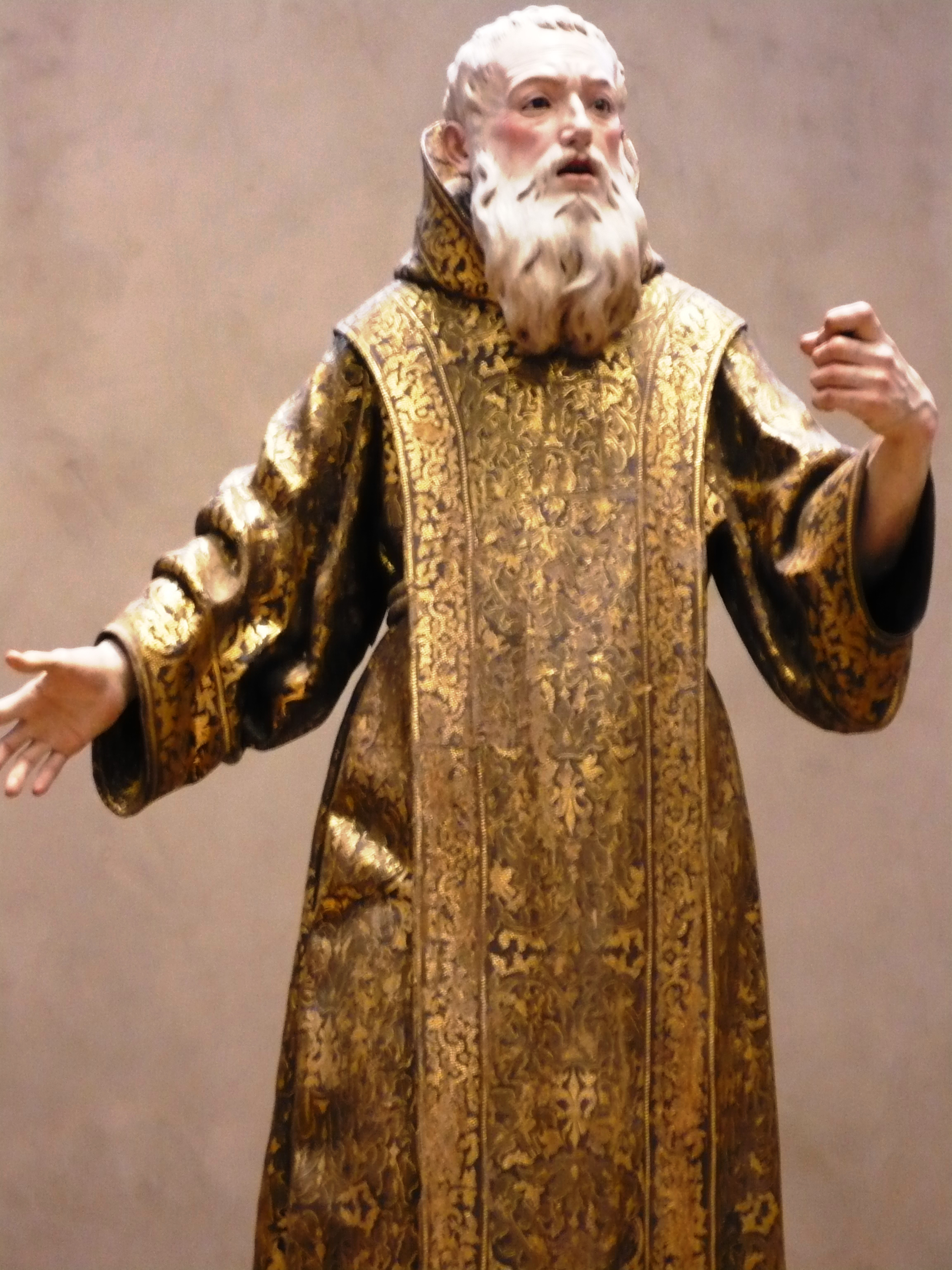
St. Ginés de la Jara, verzameling Getty
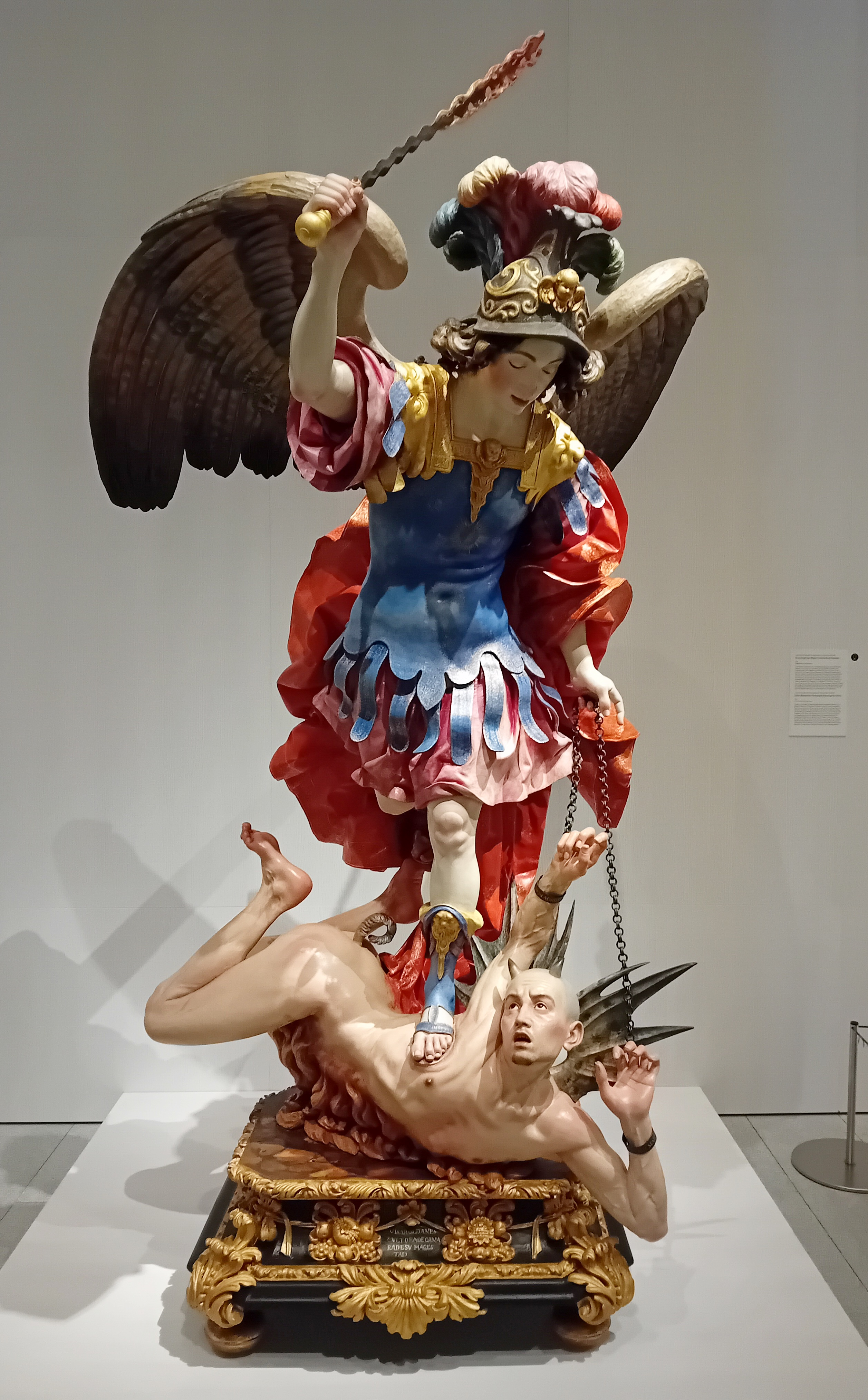
Sint-Michiel verslaat de duivel, koninklijke verzameling te Madrid

- Bibsys: 1656998779460
- Biblioteca Nacional de España: XX1095896
- Bibliothèque nationale de France: cb145856363 (data)
- Gemeinsame Normdatei: 122634195
- International Standard Name Identifier: 0000 0001 2213 6732
- Library of Congress Control Number: n79118527
- Nationale Bibliotheek van Tsjechië: mub20221139330
- Nationale Bibliotheek van Polen: a0000003254898
- Système universitaire de documentation: 069165491
- Union List of Artist Names: 500035072
- Virtual International Authority File: 52575831